# منتخب جنوب إفريقيا تحت 20 سنة لاتحاد الرغبي
منتخب جنوب أفريقيا الوطني لاتحاد الرغبي تحت 20 سنة (بالإنجليزية: South Africa national under-20 rugby union team) هو ممثل جنوب أفريقيا الرسمي في المنافسات الدولية في اتحاد الرغبي .

## وصلات خارجية
- الموقع الرسمي